# Ivan Tregubov
Ivan Sergeevič Tregubov (in russo Иван Сергеевич Трегубов?; Livadka, 19 gennaio 1930 – Mosca, 22 dicembre 1992) è stato un hockeista su ghiaccio sovietico, dal 1991 russo.

## Palmarès

### Olimpiadi invernali
- 1 medaglia:
  - 1 oro (Cortina d'Ampezzo 1956)